# Via Pontica

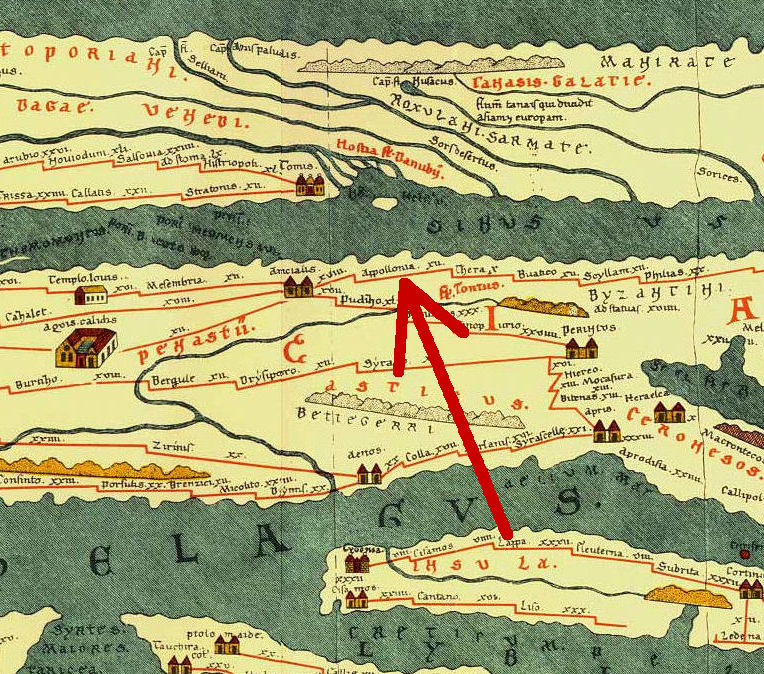
Apollonia, azi Sozopol, pe Tabula Peutingeriana.

Via Pontica era un drum roman din Peninsula Balcanică, care lega Bosforul și Dunărea. Constituia o legătură de la nord la sud de-a lungul coastei Mării Negre, cunoscută, în limba greacă veche, sub denumirea de Pontos Euxeinos, iar în latină Pontus Euxinus, de unde și denumirea drumului.
Drumul lega Bizanțul (viitorul Constantinopol, azi Istanbul, în Turcia) de Troesmis (azi cătunul Iglița, din județul Tulcea, în România) și Histria (azi în județul Constanța), prin Deultum (azi Debelt) • Apollonia Pontica (azi Sozopol) • Aquae Calidae (azi Burgas) • Anchialos (azi Pomorie) • Mesembria (azi Nesebăr) • Odessos (azi Varna) • Byzone (azi Cavarna, în Bulgaria) • Callatis (azi Mangalia, în România) • Tomis (azi Constanța, România) • Histria • Troesmis.
De la Troesmis, Via Pontica se continua în Dacia și apoi în Dacia romană: Troesmis • Piroboridava • 
Caput Stenarum • Apulum • Partiscum (Ungaria) • Lugio (azi Dunaszekcső, pe Dunăre, la sud de Budapesta).